# Лепница (Доњи Жабар)
Лепница је насељено мјесто у општини Доњи Жабар, Република Српска, БиХ. Према попису становништва из 1991. у насељу је живјело 140 становника.

## Становништво
Према попису становништва из 1991. године, мјесто је имало 140 становника.
| Демографија- | Демографија- | Демографија- |
| Година       | Становника   | Становника   |
| ------------ | ------------ | ------------ |
| 1981.        | 0            |              |
| 1991.        | 140          |              |
| 2013.        | 42           |              |